# ジノン
ジノン（モンゴル語：ᠵᠢᠨᠦᠩ,転写：Jinong,Жонон,中国語: 済農）は、元代から清代にかけて用いられたモンゴルの称号。漢語の晋王に由来する称号であるが、明朝や清朝の漢人には主に済農／吉嚢と記された。北元時代にはハーンに次ぐ権威を持つ称号として尊重され、主にオルドス部族長が「ジノン」と称した。

## 概要

### 元代
帝位継承戦争を制して帝位に即いたクビライは、広大な領土を3人の嫡子に分割して統治させ、チンキムの管理する旧金朝領（キタイ）とマンガラの管理する旧西夏領（タングート）、ノムガンの管理するモンゴル帝国の本領（モンゴリア）から成る「三大王国」が大元ウルスの基本体制となった。しかし、このうちノムガンは嗣子を残さず亡くなったため北安王家は断絶し、代わってチンキムの長子カマラが「晋王」に封ぜられてモンゴリアの統治を行った。
「晋王」は基本的にモンゴリアを統轄する存在と目されていたが、その他にも先帝の祭祀を行うという重要な役目を持っていた。『集史』ではカマラが「チンギス・カンの大オルド」のあるブルカン・カルドゥンを統轄し、そこで先帝の肖像画を掲げ香を焚いていた（＝先帝の霊を祀っていた）ことが記されている。この「チンギス・カンの大オルド」とは現在のモンゴル国ヘンティー県に位置するアウラガ遺跡に相当すると見られ、アウラガ遺跡では発掘調査の結果、祭祀が行われていた痕跡が発見されている。
このような「晋王」の役目を、後に晋王から皇帝位へと就いたイェスン・テムルは「我仁慈甘麻剌爺爺根底、封授晋王、統領成吉思皇帝四個大斡耳朶、及軍馬、達達国土都付來（[クビライ・カアンは]我が慈しみ深きカマラ・エチゲを封じて晋王を授け、チンギス・カンの四つの大オルドを統轄させ、また軍・馬・モンゴル国土を全て委ねた）」と表現している。
晋王位はカマラから息子のイェスン・テムルに、イェスン・テムルからその息子パドマギャルポへと受け継がれたが、天暦の内乱によってカマラの嫡統は途絶え、パドマギャルポを最後として晋王に新たに封じられる者もいなくなった。しかし、「チンギス・カンの四大オルドを統轄する」晋王という称号への畏敬はその後も長く残った。

### 北元時代
最後の晋王パドマギャルポからおよそ100年後、オイラトのエセンに擁立されたタイスン・ハーンの弟アクバルジは、北元時代としては初めて「ジノン」と称した。アクバルジ・ジノンとハルグチュクの父子は、タイスン・ハーンとエセンが対立した際に兄を裏切ってエセン側に味方したが、結局は父子ともどもエセンに殺されることとなった。
ハルグチュクの息子バヤン・モンケもまたエセンに命を狙われたが、ハラチン部のボライらの助けによって無事に逃れることができた。成長したバヤン・モンケはマンドゥールン・ハーンよりボルフ・ジノンと名付けられ、オルドス地方に入り、有力諸侯として明朝にも知られるようになった。この際にチンギス・ハーン廟もまたオルドス地方に移されたようで、現在オルドス市エジェン・ホロー旗に存在するチンギス・ハーン廟は、アウラガ遺跡の後身であると見られる。
ボルフ・ジノンはマンドゥールン・ハーンの死後、新たなハーンと目されていたが、当時タイシ（太師）として権力を握っていたイスマイルによって殺され、代わって息子のバトゥ・モンケ（後のダヤン・ハーン）がハーンとなった。ダヤン・ハーンは自身の息子ウルス・ボラトをジノンとすることでオルドス部を統轄させようとしたが、当時オルドス部を統治していたマンドライ・アカラクによって殺されたため、諸部の軍隊を招集してマンドライらを討伐した（ダラン・テリグンの戦い）。
この戦いを経て、ウルス・ボラトの弟バルス・ボラトがサイン・アラク・ジノンと称し、オルドス部を統治するようになった。バルス・ボラト以後、「ジノン」はオルドス部族長の称号として世襲され続け、清代に入ってからも「ジノン」はオルドス部の権威ある称号として用いられ続けた。

## 歴代ジノン
晋王（ジノン、済農）
- カマラ（1292年 - 1302年）…クビライの次男チンキムの長男
- イェスン・テムル（1302年 - 1323年）…カマラの次男
- パドマギャルポ（1324年 - 1328年）…イェスン・テムルの次男
- アクバルジ晋王（1439年 - 1452年）…アジャイ太子の次男、タイスン・ハーンの弟
- エセン・タイシ（1453年）…オイラトのエセン・ハーン
- バヤン・モンケ・ボルフ晋王（1468年? - 1470年?）…アクバルジの孫、ダヤン・ハーンの父
- ウルス・ボラト晋王（1508年）…ダヤン・ハーンの次男
- バルス・ボラト・サイン・アラク晋王（1512年 - 1531年）…ダヤン・ハーンの三男。
- グン・ビリク・メルゲン晋王（1532年 - 1542年）…バルス・ボラトの子。
- ノヤンダラ晋王（1543年 - 1574年）…グン・ビリク・メルゲンの子
- ボショクト晋王ハーン（1576年 - 1624年）…ノヤンダラの子ブヤン・バートル・ホンタイジの子
- セレン・エルデニ晋王ハーン（1626年）…ボショクトの長男
- リンチェン・セチェン晋王（1627年 - 1649年）…ボショクトの次男

## 参考資料
- 岡田英弘訳注『蒙古源流』刀水書房、2004年
- 岡田英弘『モンゴル帝国から大清帝国へ』藤原書店、2010年
- 白石典之「チンギス=ハーン廟の源流」『東洋史研究』第63巻第4号、東洋史研究会、2005年3月、866-847頁、CRID 1390009224833484672、doi:10.14989/138147、hdl:2433/138147、ISSN 0386-9059。
- 杉山正明「大元ウルスの三大王国 : カイシャンの奪権とその前後(上)」『京都大學文學部研究紀要』第34巻、京都大學文學部、1995年3月、92-150頁、CRID 1050282677039186304、hdl:2433/73071、ISSN 0452-9774。
- 谷口昭夫「斉王ボルナイとボルフ・ジノン」『立命館文學 (三田村博士古稀記念東洋史論叢)』、1980年